# 20 de l'Àguila
20 de l'Àguila (20 Aquilae) és una estrella blava-blanca en la seqüència principal de magnitud aparent 5,36 de la Constel·lació de l'Àguila. Té una magnitud aparent de 5,35. Es troba a 1.217 anys llum del sistema solar.

## Observació
Es tracta d'una estrella situada a l'hemisferi sud celeste, però molt a prop de l'equador celeste, el que significa que es pot observar de totes les regions habitades de la terra sense cap dificultat excepte més enllà del cercle polar àrtic. A l'hemisferi sud apareix en el seu lloc circumpolar només en les parts més profundes del continent antàrtic. La seva magnitud de 5,4 i és prou petita per destacar amb la llum del cel prou lliure dels efectes de la contaminació lumínica.
El millor moment per a la seva observació en el cel de la tarda cau en els mesos entre el final de juny i novembre, a partir dels dos hemisferis del període es manté aproximadament la mateixa visibilitat, gràcies a la posició de l'estrella no gaire lluny de l'equador celeste.

## Característiques físiques
L'estrella és una blava-blanca en la seqüència principal, té una magnitud absoluta de -2,5 i la seva velocitat radial negativa indica que l'estrella s'està acostant al sistema solar.